# Liste geistlicher Ritterorden
Diese Liste ist eine Zusammenstellung von geistlichen Ritterorden.

## Ritterorden unter der Protektion des Heiligen Stuhles

Wappen des Heiligen Stuhls

Unter der Protektion des Heiligen Stuhles sind ausschließlich der Malteserorden und der Ritterorden vom Hl. Grab anerkannt. Alle anderen Ritterorden unterstehen anderen Protektoren oder sind als Ordensinstitute konstituiert.
- Souveräner Malteserorden, später auf Rhodos dann auch Rhodesier und auf Malta dann auch Malteser genannt. Gegründet 1048[2] in Jerusalem als Laienbruderschaft zur Armen- und Krankenpflege in einem bereits zuvor bestehenden Hospiz/Hospital, offizielle Umwandlung in einen geistlichen Orden 1113 durch die Anerkennung als neuer autonomer Orden durch Papst Paschalis II., zwischen 1120 und 1153 schrittweise Umwandlung in einen geistlichen Ritterorden nach dem Vorbild der Templer. Der neue Status als geistlicher Ritterorden wird 1153 durch Papst Eugen III. bestätigt. Heute nennt sich der katholisch gebliebene Orden Malteserorden, der protestantische Zweig Johanniterorden. Sitz des Ordens und des Großmeisters des Malteserordens ist Rom.
- Ritterorden vom Heiligen Grab zu Jerusalem. Die spirituellen Wurzeln liegen im 14. Jh. – und damit lange nach den Kreuzzügen – in dem Brauch, sich am Grab Christi zum Ritter schlagen zu lassen, päpstliche Konstituierung im 19. Jh. als Ritter vom Heiligen Grab, päpstliche Anerkennung im Jahre 1847, Sitz des Ordens und des Kardinal-Großmeister ist im Palazzo Della Rovere in Rom, Großprior ist der Lateinische Patriarch in Jerusalem. Der Ritterorden vom Heiligen Grab in Jerusalem (Ordine Equestre del Santo Sepolcro di Gerusalemme) ist als „sotto la protezione della Santa Sede – unter dem Schutz des Heiligen Stuhls“ eingestuft.

## Ritterorden, die heute als Ordensinstitut fortbestehen
- Deutscher Orden bzw. Orden der Brüder vom Deutschen Haus St. Mariens in Jerusalem, auch Deutschritterorden (Ordo Teutonicus, OT) genannt, gegründet 1190 in der Hafenstadt Akkon als Krankenpflegeorden mit Feldlazarett während des 3. Kreuzzugs, päpstliche Anerkennung 1191 durch Papst Clemens III., ab 1198 in einen Ritterorden umgewandelt, dritter großer Ritterorden der Kreuzzüge. Seit Untergang des Deutschordensstaates auf dem Gebiet des späteren Preußen waren viele Habsburger Hochmeister des Ordens. Sitz des Ordens und des Hochmeisters ist das Hochmeisteramt in Wien. Der Deutsche Orden gliedert sich seit 1929 in den Klerikerorden (Regularkanoniker) mit den Priester- und Laienbrüdern (OT), die eine feierliche Profess abgelegt haben, die Gemeinschaft der Familiaren als Laien ohne Ordensgelübde (FamOT) und dem inkorporierten Ordensinstitut der Deutschordensschwestern.
- Mercedarierorden (Orden der Allerseligsten Jungfrau Maria von der Barmherzigkeit zum Loskauf der Gefangenen)[3], um 1218 vom Hl. Petrus Nolascus, König Jakob I. von Aragon und St. Raimund von Peñafort nach dem Vorbild der Mendikanten als königlicher, militärischer und religiöser Orden gegründet. 1235 wurde der Orden durch Papst Gregor IX. als geistlischer Ritterorden anerkannt.[3] Nach 1317 wurden die Mercedarier in einen klerikalen Orden umgewandelt. 1690 wurden sie offiziell den Mendikanten zugerechnet. Der Ritterzweig der Mercedarier trennte sich im 14. Jahrhundert vom klerikalen Mercedarierorden. Ein Großteil der Mercedarierritter trat in den Orden von Montesa über. In Spanien und Italien bestanden weiterhin autonome Kommenden der Mercedarier-Ritter, nun getrennt von den Mercedarier-Mendikanten. Bis heute sind die Mercedarierritter karitativ tätig, besonders in der Armen- und Gefangenenfürsorge. 2002 wurden die Mercedarierritter wieder der Jurisdiktion des Ordensgenerals der Mercedarier unterstellt. Der Ritterzweig wird von einem eigenen Hochmeister (Governatore) geleitet. Seit der Wiedervereinigung der Ordenszweige sind die Mercedarierritter Familiaren des klerikalen Mercedarierordens.[4][5]
- Ritterorden der Kreuzherren mit dem Roten Stern (lat. Ordo militaris Crucigerorum cum rubea stella), gegründet im 13. Jahrhundert als Laienbruderschaft, 1237 päpstliche Anerkennung durch Papst Gregor IX. als eigenständige Ordensgemeinschaft.[6] Die Kreuzherren mit dem Roten Stern waren aber nie als Ritterorden mit militärischen Funktionen konstituiert (Ritterorden als Eigenbezeichnung), sondern von Beginn an in der Krankenpflege und Seelsorge tätig und als Regularkanoniker-Orden verfasst.
- Der Christusorden in Italien (it.: Milizia di Gesù Cristo) wurde 1218 als geistlicher Ritterorden gegründet. Die Päpstliche Apptobation erhielt der Orden von Papst Gregor IX. im Jahr 1233. Bereits 1261 wurde der Orden wieder aufgelöst.[7] 1981 wurde er als Vereinigung von Gläubigen unter dem Namen Miliz Jesu Christi neugegründet und trägt ein leicht verändertes Wappen ().

## Ritterorden der Reconquista
In Spanien und Portugal entstanden im Rahmen der Reconquista weitere Ritterorden, zu denen ebenfalls Ritter aus ganz Europa stießen, um an dem vom Papst Innozenz III. zum Kreuzzug erklärten Kampf gegen die Mauren auf der iberischen Halbinsel teilzunehmen. Diese Orden bestehen teilweise heute noch oder sind als Haus- oder Verdienstorden neugegründet.
- Orden von San Salvador de Monreal, spanischer Ritterorden, gründete um 1124, bestand nur wenige Jahre
- Alcántaraorden, der erste der spanischen Ritterorden, der 1156 im Kampf gegen die Mauren gegründet wurde und sein Hauptquartier lange Zeit in Alcántara in Extremadura unterhielt
- Orden von Calatrava, spanischer Ritterorden, der 1158 im Kampf gegen die Mauren gegründet wurde und sein Hauptquartier lange Zeit in Calatrava in der südlichen Mancha unterhielt
- Santiagoorden, spanischer Ritterorden, der seit 1170 dem Patronat des heiligen Jakobus unterstellt ist
- Orden von San Jorge de Alfama, spanischer Ritterorden, 1201 im Kampf gegen die Mauren gegründet, 1400 mit dem Orden von Montesa vereinigt
- Orden vom Flügel des heiligen Michael, portugiesischer Ritterorden (Ordem de Sao Miguel da Ala), im Kampf gegen die Mauren im 11. Jahrhundert gegründet, heute Hausorden des Hauses Braganza
- Ritterorden von Avis, portugiesische Abspaltung des Calatravaordens, späteres 11. Jahrhundert, heute Verdienstorden
- Orden des heiligen Jakob vom Schwert portugiesischer Ritterorden, 1290 vom Santiagoorden abgespalten, heute Verdienstorden
- Orden von Montesa, spanischer Ritterorden, 1316 im Kampf gegen die Mauren gegründet, auf den bei Auflösung der Templer ein Teil ihres Vermögens auf dem spanischen Festland überging.
- Orden der Christusritter,  portugiesischer Ritterorden von 1319, heute Verdienstorden

## Weitere Ritterorden
- Johanniterorden, protestantischer Zweig in Brandenburg, 1538 vom Hauptorden abgespalten

- Konstantinorden, gegründet 1575, nach eigenen Angaben bereits im 4. Jahrhundert von Kaiser Konstantin zur Wahrung des Glaubens, Verteidigung der Kirche und Unterstützung des Heiligen Stuhls. Die Päpste Pius X. und Benedikt XV. förderten den Orden. Papst Pius XII. war selbst Ordensmitglied. Seit dem 18. Jahrhundert mit päpstlicher Zustimmung verbunden mit dem Königreich beider Sizilien (Italien).[9] Heute Hausorden mehrerer Zweige der Bourbonen.
- St.-Joachims-Orden, ökumenischer Ritterorden, 1755 gestiftet von Christian Franz von Sachsen-Coburg-Saalfeld
- Patriarchalischer Orden vom Heiligen Kreuz zu Jerusalem, gegründet zwischen 1947 und 1976 von Maximos V. Hakim.[10]

## Historische Ritterorden

### Orden der Kreuzzüge im Heiligen Land
- Templerorden (Arme Ritter Christi und des Tempels von Salomon zu Jerusalem), gegründet 1118 oder 1119 von neun französischen Rittern, an ihrer Spitze Hugo von Payns und Gottfried von Saint-Omer; aufgelöst 1312 durch Papst Clemens V.[11] Bestehende Orden dieses Namens sind vom Heiligen Stuhl nicht approbiert.[12][13]
- Orden St. Salvator, etwa um 1118 gestiftet als aragonischer Ritterorden
- Orden von Montjoie, spanischer Ritterorden 1172, benannt nach einem Berg vor den Toren Jerusalems, der nach den Zisterzienserregeln lebte, bei dem der karitative Zweck im Vordergrund stand und der bald im Templerorden aufging
- Lazarus-Orden, gegründet im 11. Jahrhundert als hospitalischer Orden um die Kranken, Bedürftigen, Sterbenden, Reisenden aufzunehmen und insbesondere die Leprakranken (vgl. Leprosium, Lazarett oder das grüne Kreuz der Apotheker) zu pflegen. Im 12. Jahrhundert erfolgte die Umwandlung in einen geistlichen Ritterorden, infolge der Aufnahme von leprösen Rittern anderer Orden, die wegen der Krankheit dort nicht mehr geduldet wurden; 1244 nahm ein Kontingent der Ritter an der Schlacht von La Forbie teil. Der italienische und der französische Ordenszweig gingen 1572/1608 in den Orden der Heiligen Mauritius und Lazarus bzw. Unserer Lieben Frau vom Berge Karmel auf
- Ritter des Heiligen Thomas zu Akkon, gegründet 1237, von Rom nicht als Ritterorden anerkannt.

### Orden der Kreuzzüge in Osteuropa
- Schwertbrüderorden (Brüder der Ritterschaft Christi zu Livland, lat. Fratres miliciae Christi de Livonia) war ein von Kreuzrittern aus dem Gebiet zwischen Soest und Kassel 1204 oder 1205 gegründeter Ritterorden, der den Schutz Livlands übernahm. Er wurde 1237 als Livländischer Orden in den Deutschen Orden eingegliedert
- Orden von Dobrin (lat. Fratribus militiae Christi in Prussia), polnisch-deutscher Ritterorden, 1228 vom polnischen Herzog Konrad von Masowien gegründet, zumeist deutsche Mitglieder. Er wurde 1234 in den Deutschen Orden eingegliedert

### Weitere Orden
- Chorherren vom Heiligen Grab (Palästina, 1099)
- Orden von Aubrac (Frankreich, um 1120)
- Ritterorden von St. Blasius (Kleinarmenien, um 1118)
- Schwertorden (Zypern, um 1200)
- Ritterorden Unserer Lieben Frau vom Rosenkranz (Frankreich, 1209)
- Orden de la Merci (Spanien, 1230)
- Christusorden (Italien, 1233)
- Orden der glorreichen Jungfrau Maria (Italien, 1233)
- Orden des Sterns (Spanien, 1272)
- Orden des Heiligen Geistes, genannt Orden des Knoten (Neapel, 1352)
- Ritterorden vom Allerheiligsten Erlöser und der Heiligen Brigitta von Schweden (Schweden, 1366)
- Ritterorden vom Leiden Christi (Frankreich 1400 und England 1380)
- Ritterorden Unserer Lieben Frau von Bethlehem, genannt Bethlehemiter (Lemnos, 1459)
- St. Georgs-Orden (Österreich, 1469)
- Stephansorden (Toskana, 1554)
- Orden unserer lieben Frau vom Berge Karmel (Frankreich, 1607)
- St. Magdalenen-Orden (Frankreich, 1614)

### Unbelegte Orden
- Orden der Eiche